# Dapiprazolo
Il dapiprazolo è un composto chimico di formula {\displaystyle {\ce {C19H27N5}}} che in condizioni standard si presenta in fase solida.

## Storia
Il dapiprazolo è un farmaco a piccola molecola che ha raggiunto la fase IV dei trial clinici (per tutte le indicazioni) ed è stato approvato per la prima volta nel 1990.

## Caratteristiche strutturali e fisiche
Il dapiprazolo è una N-arilpiperazina, una N-alchilpiperazina e un derivato della piridina. In particolare appartiene alla classe dei composti organici noti come fenilpiperazine.
| Caratteristiche strutturali          | Caratteristiche strutturali                                        |
| ------------------------------------ | ------------------------------------------------------------------ |
| N. di atomi pesanti                  | 24                                                                 |
| N. di accettori di legami a idrogeno | 4                                                                  |
| N. di legami ruotabili               | 4                                                                  |
| Caratteristiche fisiche              |                                                                    |
| Massa monoisotopica                  | 325,22664588 u                                                     |
| Superficie polare                    | 37,2 Å²                                                            |
| Sezione d'urto                       | 180,2772678 Å2 [M-H]- 180,2579678 Å2 [M+H]+ 180,0164678 Å2 [M+Na]+ |
| Polarizzabilità                      | 38,23 Å3                                                           |
| Rifrattività                         | 100,22 m3/mol                                                      |
| Caratteristiche fisiologiche         |                                                                    |
| Carica fisiologica                   | +1                                                                 |

## Reattività e caratteristiche chimiche
La soluzione ricostituita del sale cloridrato, ha un pH di circa 6,6 e un’osmolarità di circa 415 mOsm.

### Spettri analitici
- GC-MS[7]

## Farmacologia e tossicologia

### Farmacocinetica
L'assorbimento sistematico è negligibile.

### Farmacodinamica
Il dapiprazolo è un antagonista dei recettori α-andrenegici che impedisce alla noradrenalina di attivare il muscolo dilatatore dell'iride. Il dapiprazolo non agisce in modo significativo sul muscolo ciliare, quindi non modifica né la profondità della camera anteriore né lo spessore del cristallino.
Inoltre, non altera la pressione intraoculare (IOP), sia negli occhi normali che in quelli con IOP elevata. La velocità di costrizione pupillare può essere leggermente più lenta nei pazienti con iride marrone rispetto a quelli con iride blu o verde. La soluzione oftalmica di dapiprazolo cloridrato si è dimostrata sicura ed efficace nel contrastare rapidamente la midriasi indotta dalla fenilefrina e, in misura minore, dalla tropicamide.

### Effetti del composto e usi clinici
È utilizzato nel trattamento della midriasi indotta iatrogenicamente, causata da agenti adrenergici, come la fenilefrina, o parasimpaticolitici, come la tropicamide, impiegati in determinati esami oculari. Il dapiprazolo cloridrato non è indicato per la riduzione della pressione intraoculare né per il trattamento del glaucoma ad angolo aperto.
Il composto è stato utilizzato in pazienti con glaucoma pigmentario come metodo per sollevare l’iride periferica dalle zonule (le fibre che tengono in posizione il cristallino) senza indurre spasmo accomodativo. Il dapiprazolo cloridrato è in grado di sopprimere i sintomi da astinenza da oppioidi.

### Controindicazioni ed effetti collaterali
Negli studi controllati, la reazione più frequente al dapiprazolo è stata l’arrossamento dell’occhio che si è protratta per circa 20 minuti in oltre l’80% dei pazienti. Il bruciore al momento dell’instillazione è stato segnalato da circa la metà dei pazienti. Altri effetti riportati, con una frequenza compresa tra il 10% e il 40%, includono:
- Ptosi
- Eritema palpebrale
- Edema palpebrale
- Chemosi congiuntivale
- Prurito
- Cheratite puntata
- Edema corneale
- Dolore alla regione sopracciliare
- Fotofobia
- Cefalee

Reazioni segnalate meno frequentemente comprendono:
- Secchezza oculare
- Lacrimazione
- Visione offuscata

### Tossicologia
È stato dimostrato che il composto provoca un aumento significativo dell’incidenza di tumori epatici nei ratti dopo somministrazione continua nella dieta per 104 settimane. Tuttavia, gli studi sulla mutagenicità e sulla compromissione della fertilità con il sale cloridrato hanno dato risultati negativi.